# Ganoderma sculpturatum
Ganoderma sculpturatum är en svampart som först beskrevs av Lloyd, och fick sitt nu gällande namn av Leif Ryvarden 1989. Ganoderma sculpturatum ingår i släktet Ganoderma och familjen Ganodermataceae.   Inga underarter finns listade i Catalogue of Life.